# Maren (Västrums socken, Småland)
Maren är en sjö i Västerviks kommun i Småland och ingår i Storån-Botorpsströmmens kustområde. Sjön har en area på 0,242 kvadratkilometer och ligger 0,4 meter över havet.

## Delavrinningsområde
Maren ingår i det delavrinningsområde (639854-154816) som SMHI kallar för Rinner mot Verkebäcksviken. Medelhöjden är 20 meter över havet och ytan är 15,3 kvadratkilometer. Det finns inga avrinningsområden uppströms utan avrinningsområdet är högsta punkten. Avrinningsområdets utflöde mynnar i havet, utan att ha någon enskild mynningsplats. Avrinningsområdet består mestadels av skog (72 procent) och jordbruk (20 procent). Avrinningsområdet har 0,43 kvadratkilometer vattenytor vilket ger det en sjöprocent på 2,8 procent.